# 凱勒 (華盛頓州)
凱勒是美国华盛顿州費里郡的一個CDP。

## 資料來源
1. ↑  美國地質調查局地名資訊系統：凱勒 (華盛頓州)